# Quorum
Il termine quorum indica il numero di partecipanti o elettori necessario affinché una votazione sia valida.
Il termine è mutuato dal latino quorum (dei quali), sottintendendo la frase suffissale è necessaria la presenza o il voto.

## Descrizione
Il quorum viene solitamente previsto nei casi in cui si voglia evitare che un'esigua minoranza di elettori possa prendere decisioni riguardanti l'intera collettività. Per questo motivo quasi tutti gli statuti di società e associazioni prevedono quorum (a volte molto elevati) per decisioni importanti, come le modifiche statutarie o lo scioglimento.

### Tipologie
Nell'uso del termine in materia deliberativa o elettorale, possiamo distinguere due principali tipologie di quorum, in conformità alle accezioni generalmente attribuitegli, così come desunto dalla corrente giurisprudenza:
- Il quorum strutturale o costitutivo indica il numero o la percentuale minimi di aventi diritto che debbono essere presenti a una riunione o partecipare a una votazione, affinché sia ritenuta valida e possa avere gli effetti proposti. Corrisponde, in sostanza, al numero legale.
- Il quorum funzionale o deliberativo indica il numero o la percentuale di voti a favore minimi da ottenersi perché un candidato possa essere eletto o una proposta possa essere approvata.
- Il quorum per opzione (per-option quorum) è una modalità alternativa di quorum che invece di porre un vincolo sul numero minimo di votanti complessivi, lo pone sul numero di votanti di almeno una delle due opzioni (favorevoli o contrari).

Ad esempio una possibile applicazione potrebbe richiedere che almeno il 25% più uno degli aventi diritto voti sì o che almeno il 25% più uno degli aventi diritto voti no.
È da notare che anche nel caso del quorum classico, la votazione potrebbe passare con solamente il 25%+1 di voti sì, se un ulteriore 25% di persone votasse no; in questo caso è infatti palese la stranezza di un sistema che approva un giudizio anche se ci sono più voti contrari a esso.
Il vantaggio principale del quorum per opzione è che risolve il problema del boicottaggio del quorum e che incentiva a partecipare alla votazione i votanti che hanno un'opinione chiara in favore o a sfavore della questione oggetto di voto.

### Sabotaggio del quorum
Quando il quorum non viene raggiunto, la votazione non può avere effetto sulla legislazione, o nessuno viene eletto, e non può perciò cambiare lo status quo.
Quindi coloro che sono a favore del mantenimento dello status quo hanno la possibilità di attuare una strategia ostruzionistica, detta anche sabotaggio del quorum, consistente nel non partecipare, e nell'invitare altri a non prendere parte alla votazione.
Questa tattica è spesso vantaggiosa, rispetto all'andare a votare per il mantenimento dello status quo, in quanto, a coloro che non vanno a votare per scelta, si aggiungono tutte quelle persone che solitamente non si esprimono perché disinteressate alle votazioni.

## Nel mondo
Quorum di affluenza pari o superiore al 50%
     Quorum di affluenza compreso tra il 26% e il 39%
     Quorum di affluenza pari o inferiore al 25%
     Storicamente nessun quorum, con poche eccezioni
     Nessun quorum di affluenza richiesto per la validità del referendum
     Referendum nazionale non previsto dalla legge
     Referendum consentiti, ma dati su un eventuale quorum di affluenza non disponibili
     Dati non disponibili

Quorum di affluenza richiesti per la validità dei referendum nei vari Stati del mondo:
Quorum di affluenza pari o superiore al 50%
Quorum di affluenza compreso tra il 26% e il 39%
Quorum di affluenza pari o inferiore al 25%
Storicamente nessun quorum, con poche eccezioni
Nessun quorum di affluenza richiesto per la validità del referendum
Referendum nazionale non previsto dalla legge
Referendum consentiti, ma dati su un eventuale quorum di affluenza non disponibili
Dati non disponibili

Pochissimi Paesi prevedono un quorum da raggiungere per la validità dei referendum, cosa che invece succede in Italia (esclusivamente per quelli abrogativi). Ciò non accade, ad esempio, in Svizzera e negli Stati Uniti, paesi che fanno ampio uso del referendum, specialmente a livello locale. In Europa 15 paesi adottano dei quorum per rendere validi i referendum, come consigliato dal report scritto nel 2005 dalla Commissione di Venezia del Consiglio d'Europa.
In alcuni paesi vi sono elezioni che prevedono un quorum perché la carica in discussione sia effettivamente assegnata. Ad esempio nel 2004 le elezioni presidenziali in Serbia fallirono più volte il raggiungimento del quorum.

### Italia
Nella legislazione italiana è richiesto ad esempio in diritto pubblico per la validità del referendum abrogativo o per l'elezione del presidente della repubblica, ma vi sono anche esempi in altri campi come nel diritto societario. Non è previsto alcun quorum strutturale per le elezioni politiche e per il referendum confermativo di cui all'art. 138 della Costituzione.
È stata lasciata libertà di scelta ai Comuni per i referendum locali previsti dall'art. 8 del TUEL, e la percentuale di validità varia dal quorum zero fino al 70% degli aventi diritto. 
Nell'identica situazione si trovano le regioni per i referendum sulle fusioni/unioni dei comuni; dopo numerosi referendum falliti, il Veneto ha completamente eliminato il quorum di validità, diventando così la prima Regione a quorum zero su questa materia.
È previsto, invece, un quorum per il referendum abrogativo di una legge ordinaria e nei referendum per modificare i confini amministrativi delle regioni.
Nelle elezioni del Sindaco e del Consiglio comunale nei comuni fino a 15 000 abitanti, ove sia presente una sola lista, è necessario il raggiungimento di un duplice quorum: il numero dei votanti non deve risultare inferiore al 50 per cento degli aventi diritto (quorum strutturale) e la lista deve aver riportato un numero di voti validi non inferiore al 50 per cento dei votanti (quorum funzionale). Qualora non si siano raggiunte tali percentuali, l'elezione è nulla.
Nel corso delle elezioni del Presidente della Repubblica, come ad esempio nel 2022, si è soliti osservare da parte della stampa un ampio uso "improprio" del termine quorum per riferirsi non ad un certo numero di voti necessari per considerare valido uno scrutinio (quorum che in realtà non è previsto), bensì per indicare il numero minimo di voti che un singolo candidato deve ottenere per essere eletto, ovvero la soglia imposta dalla maggioranza qualificata prima e dalla maggioranza assoluta poi. Tale utilizzo, sebbene non corrisponda al significato originario del termine, appare essersi consolidato nel tempo come significato secondario.

### San Marino
Il quorum dal 1997 al 2014 era del 32% di affluenza; dal 2014 fino a maggio 2016 per convalidare un referendum a San Marino la maggioranza di una delle due preferenze doveva essere almeno il 25% dei cittadini aventi diritto di voto. In seguito ad un referendum abrogativo, dal 2016 è stato totalmente eliminato il quorum di validità.

### Europa
In gran parte dei referendum nazionali degli stati europei non esiste nessun quorum. Fanno eccezione Bulgaria, Italia, Malta, Polonia, Portogallo, Slovenia e Slovacchia, i quali hanno fissato un quorum di partecipazione al 50%, mentre nei Paesi Bassi e nella Romania è del 30%. Caso a parte Ungheria, Lettonia e Lituania, dove hanno sia il quorum di partecipazione al 50% che un quorum di approvazione, variabile dal 25% al 50%. Da segnalare il caso della Lituania che, per decisioni legate alla sovranità, ha fissato il quorum di partecipazione al 75%.